# Davis Cup 2011
2011 wurde der Davis Cup zum 100. Mal ausgetragen. 16 Mannschaften spielten in der Weltgruppe um den Titel. Titelverteidiger Serbien, das 2010 erstmals den Titel gewinnen konnte, unterlag im Halbfinale des Wettbewerbs Argentinien. Im Finale setzte sich Spanien mit 3:1 gegen Argentinien durch und holte zum fünften Mal die Trophäe.

## Teilnehmer

### Weltgruppe
| - Argentinien - Belgien - Chile - Deutschland | - Frankreich - Indien - Kasachstan - Kroatien | - Österreich - Rumänien - Russland - Serbien | - Spanien - Schweden - Tschechische Republik - USA |

### Kontinentalgruppen

#### Amerikazone
| - Brasilien - Ecuador | - Kanada - Kolumbien | - Mexiko | - Uruguay |

#### Europa-/Afrikazone
| - Israel - Polen - Italien | - Finnland - Niederlande - Portugal | - Schweiz - Slowakei - Slowenien | - Südafrika - Ukraine |

#### Ozeanien-/Asienzone
| - Australien - Volksrepublik China | - Japan - Neuseeland | - Philippinen - Taiwan | - Usbekistan |

## Das Turnier

### Weltgruppe
|  | 1. Runde 4.–6. März | 1. Runde 4.–6. März | 1. Runde 4.–6. März |                    |                       | Viertelfinale 8.–10. Juli | Viertelfinale 8.–10. Juli | Viertelfinale 8.–10. Juli |  |  | Halbfinale 16.–18. September | Halbfinale 16.–18. September | Halbfinale 16.–18. September |  |  | Finale 2.–4. Dezember | Finale 2.–4. Dezember | Finale 2.–4. Dezember |
|  |                     |                     |                     |                    |                       |                           |                           |                           |  |  |                              |                              |                              |  |  |                       |                       |                       |
|  | Serbien             | Serbien             | 4                   |                    |                       |                           |                           |                           |  |  |                              |                              |                              |  |  |                       |                       |                       |
|  | Indien              | Indien              | 1                   |                    |                       |                           |                           |                           |  |  |                              |                              |                              |  |  |                       |                       |                       |
|  | Indien              | Indien              | 1                   | Schweden           | Schweden              | 1                         |                           |                           |  |  |                              |                              |                              |  |  |                       |                       |                       |
|  |                     |                     |                     | Schweden           | Schweden              | 1                         |                           |                           |  |  |                              |                              |                              |  |  |                       |                       |                       |
|  |                     |                     | Serbien             | Serbien            | 4                     |                           |                           |                           |  |  |                              |                              |                              |  |  |                       |                       |                       |
|  | Schweden            | Schweden            | Serbien             | Serbien            | 4                     | 3                         |                           |                           |  |  |                              |                              |                              |  |  |                       |                       |                       |
|  | Schweden            | Schweden            |                     |                    |                       | 3                         |                           |                           |  |  |                              |                              |                              |  |  |                       |                       |                       |
|  | Russland            | Russland            | 2                   |                    |                       |                           |                           |                           |  |  |                              |                              |                              |  |  |                       |                       |                       |
|  | Russland            | Russland            | 2                   | Serbien            | Serbien               | 2                         |                           |                           |  |  |                              |                              |                              |  |  |                       |                       |                       |
|  |                     |                     |                     | Serbien            | Serbien               | 2                         |                           |                           |  |  |                              |                              |                              |  |  |                       |                       |                       |
|  |                     | Argentinien         | Argentinien         | 3                  |                       |                           |                           |                           |  |  |                              |                              |                              |  |  |                       |                       |                       |
|  | Tschechien          | Argentinien         | Argentinien         | 3                  | Tschechische Republik | 2                         |                           |                           |  |  |                              |                              |                              |  |  |                       |                       |                       |
|  | Tschechien          |                     |                     |                    | Tschechische Republik | 2                         |                           |                           |  |  |                              |                              |                              |  |  |                       |                       |                       |
|  | Kasachstan          | Kasachstan          | 3                   |                    |                       |                           |                           |                           |  |  |                              |                              |                              |  |  |                       |                       |                       |
|  | Kasachstan          | Kasachstan          | 3                   | Kasachstan         | Kasachstan            | 0                         |                           |                           |  |  |                              |                              |                              |  |  |                       |                       |                       |
|  |                     |                     |                     | Kasachstan         | Kasachstan            | 0                         |                           |                           |  |  |                              |                              |                              |  |  |                       |                       |                       |
|  |                     |                     | Argentinien         | Argentinien        | 5                     |                           |                           |                           |  |  |                              |                              |                              |  |  |                       |                       |                       |
|  | Argentinien         | Argentinien         | Argentinien         | Argentinien        | 5                     | 4                         |                           |                           |  |  |                              |                              |                              |  |  |                       |                       |                       |
|  | Argentinien         | Argentinien         |                     |                    |                       |                           |                           |                           |  |  |                              |                              |                              |  |  |                       |                       |                       |
|  | Rumänien            | Rumänien            | 1                   |                    |                       |                           |                           |                           |  |  |                              |                              |                              |  |  |                       |                       |                       |
|  | Rumänien            | Rumänien            | 1                   | Argentinien        | Argentinien           | 1                         |                           |                           |  |  |                              |                              |                              |  |  |                       |                       |                       |
|  |                     |                     |                     |                    |                       |                           |                           |                           |  |  |                              |                              |                              |  |  |                       |                       |                       |
|  |                     | Spanien             | Spanien             | 3                  |                       |                           |                           |                           |  |  |                              |                              |                              |  |  |                       |                       |                       |
|  | Chile               | Spanien             | Spanien             | 3                  | Chile                 | 1                         |                           |                           |  |  |                              |                              |                              |  |  |                       |                       |                       |
|  | Chile               |                     |                     |                    | Chile                 | 1                         |                           |                           |  |  |                              |                              |                              |  |  |                       |                       |                       |
|  | Vereinigte Staaten  | USA                 | 4                   |                    |                       |                           |                           |                           |  |  |                              |                              |                              |  |  |                       |                       |                       |
|  | Vereinigte Staaten  | USA                 | 4                   | Vereinigte Staaten | USA                   | 1                         |                           |                           |  |  |                              |                              |                              |  |  |                       |                       |                       |
|  |                     |                     |                     | Vereinigte Staaten | USA                   | 1                         |                           |                           |  |  |                              |                              |                              |  |  |                       |                       |                       |
|  |                     |                     | Spanien             | Spanien            | 3                     |                           |                           |                           |  |  |                              |                              |                              |  |  |                       |                       |                       |
|  | Belgien             | Belgien             | Spanien             | Spanien            | 3                     | 1                         |                           |                           |  |  |                              |                              |                              |  |  |                       |                       |                       |
|  | Belgien             | Belgien             |                     |                    |                       | 1                         |                           |                           |  |  |                              |                              |                              |  |  |                       |                       |                       |
|  | Spanien             | Spanien             | 4                   |                    |                       |                           |                           |                           |  |  |                              |                              |                              |  |  |                       |                       |                       |
|  | Spanien             | Spanien             | 4                   | Spanien            | Spanien               | 4                         |                           |                           |  |  |                              |                              |                              |  |  |                       |                       |                       |
|  |                     |                     |                     | Spanien            | Spanien               | 4                         |                           |                           |  |  |                              |                              |                              |  |  |                       |                       |                       |
|  |                     | Frankreich          | Frankreich          | 1                  |                       |                           |                           |                           |  |  |                              |                              |                              |  |  |                       |                       |                       |
|  | Kroatien            | Frankreich          | Frankreich          | 1                  | Kroatien              | 2                         |                           |                           |  |  |                              |                              |                              |  |  |                       |                       |                       |
|  | Kroatien            |                     |                     |                    |                       |                           |                           |                           |  |  |                              |                              |                              |  |  |                       |                       |                       |
|  | Deutschland         | Deutschland         | 3                   |                    |                       |                           |                           |                           |  |  |                              |                              |                              |  |  |                       |                       |                       |
|  | Deutschland         | Deutschland         | 3                   | Deutschland        | Deutschland           | 1                         |                           |                           |  |  |                              |                              |                              |  |  |                       |                       |                       |
|  |                     |                     |                     | Deutschland        | Deutschland           | 1                         |                           |                           |  |  |                              |                              |                              |  |  |                       |                       |                       |
|  |                     |                     | Frankreich          | Frankreich         | 4                     |                           |                           |                           |  |  |                              |                              |                              |  |  |                       |                       |                       |
|  | Osterreich          | Österreich          | Frankreich          | Frankreich         | 4                     | 2                         |                           |                           |  |  |                              |                              |                              |  |  |                       |                       |                       |
|  | Osterreich          | Österreich          |                     |                    |                       |                           |                           |                           |  |  |                              |                              |                              |  |  |                       |                       |                       |
|  | Frankreich          | Frankreich          | 3                   |                    |                       |                           |                           |                           |  |  |                              |                              |                              |  |  |                       |                       |                       |

#### Achtelfinale
| Datum      | Heimmannschaft | Ergebnis | Gastmannschaft     | Ort               |
| ---------- | -------------- | -------- | ------------------ | ----------------- |
| 4.–6. März | Serbien        | 4:1      | Indien             | Novi Sad          |
| 4.–6. März | Schweden       | 3:2      | Russland           | Borås             |
| 4.–6. März | Tschechien     | 2:3      | Kasachstan         | Ostrava           |
| 4.–6. März | Argentinien    | 4:1      | Rumänien           | Buenos Aires      |
| 4.–6. März | Chile          | 1:4      | Vereinigte Staaten | Santiago de Chile |
| 4.–6. März | Belgien        | 1:4      | Spanien            | Charleroi         |
| 4.–6. März | Kroatien       | 2:3      | Deutschland        | Zagreb            |
| 4.–6. März | Österreich     | 2:3      | Frankreich         | Wien              |

#### Viertelfinale
| Datum       | Heimmannschaft     | Ergebnis | Gastmannschaft | Ort          |
| ----------- | ------------------ | -------- | -------------- | ------------ |
| 8.–10. Juli | Schweden           | 1:4      | Serbien        | Halmstad     |
| 8.–10. Juli | Argentinien        | 5:0      | Kasachstan     | Buenos Aires |
| 8.–10. Juli | Vereinigte Staaten | 1:3      | Spanien        | Austin       |
| 8.–10. Juli | Deutschland        | 1:4      | Frankreich     | Stuttgart    |

#### Halbfinale
| Datum             | Heimmannschaft | Ergebnis | Gastmannschaft | Ort     |
| ----------------- | -------------- | -------- | -------------- | ------- |
| 16.–18. September | Serbien        | 2:3      | Argentinien    | Belgrad |
| 16.–18. September | Spanien        | 4:1      | Frankreich     | Córdoba |

#### Finale
| Spanien                                                                               | Finale | Argentinien                                                                                  |
| ------------------------------------------------------------------------------------- | --- | -------------------------------------------------------------------------------------------- |
| Team Rafael Nadal David Ferrer Feliciano López Fernando Verdasco Kapitän Albert Costa | Datum: 2. Dezember bis 4. Dezember 2011 Ort: Olympiastadion, Sevilla (Spanien) Belag: Sand (Halle) Ball Typ: Head ATP \| Freitag, 2. Dezember 2011, 14:00 \| \| \| \| Rafael Nadal \| 6:1, 6:1, 6:2 \| Juan Mónaco \| \| David Ferrer \| 6:2, 6:72, 3:6, 6:4, 6:3 \| Juan Martín del Potro \| \| Samstag, 3. Dezember 2011, 16:00 \| \| \| \| Feliciano López Fernando Verdasco \| 4:6, 2:6, 3:6 \| David Nalbandian Eduardo Schwank \| \| Sonntag, 4. Dezember 2011, 13:00 \| \| \| \| Rafael Nadal \| 1:6, 6:4, 6:1, 7:60 \| Juan Martín del Potro \| Resultat: 3:1 | Team Juan Mónaco Juan Martín del Potro Eduardo Schwank David Nalbandian Kapitän Tito Vazquez |
| Freitag, 2. Dezember 2011, 14:00                                                      | |                                                                                              |
| Rafael Nadal                                                                          | 6:1, 6:1, 6:2 | Juan Mónaco                                                                                  |
| David Ferrer                                                                          | 6:2, 6:72, 3:6, 6:4, 6:3 | Juan Martín del Potro                                                                        |
| Samstag, 3. Dezember 2011, 16:00                                                      | |                                                                                              |
| Feliciano López Fernando Verdasco                                                     | 4:6, 2:6, 3:6 | David Nalbandian Eduardo Schwank                                                             |
| Sonntag, 4. Dezember 2011, 13:00                                                      | |                                                                                              |
| Rafael Nadal                                                                          | 1:6, 6:4, 6:1, 7:60 | Juan Martín del Potro                                                                        |

### Amerikazone

#### Erste Runde
| Datum      | Heimmannschaft | Ergebnis | Gastmannschaft | Spielort     |
| ---------- | -------------- | -------- | -------------- | ------------ |
| 4.–6. März | Mexiko         | 1:4      | Kanada         | Mexiko-Stadt |
| 4.–6. März | Uruguay        | 4:1      | Kolumbien      | Montevideo   |

#### Zweite Runde
| Datum       | Heimmannschaft | Ergebnis | Gastmannschaft | Spielort   |
| ----------- | -------------- | -------- | -------------- | ---------- |
| 8.–10. Juli | Ecuador        | 2:3      | Kanada         | Guayaquil  |
| 8.–10. Juli | Uruguay        | 0:5      | Brasilien      | Montevideo |

- Kanada und Brasilien qualifizierten sich für die Relegation zur Weltgruppe

### Europa-/Afrikazone

#### Erste Runde
| Datum      | Heimmannschaft | Ergebnis | Gastmannschaft | Spielort                |
| ---------- | -------------- | -------- | -------------- | ----------------------- |
| 4.–6. März | Slowenien      | 3:2      | Finnland       | Ljubljana               |
| 4.–6. März | Ukraine        | 2:3      | Niederlande    | Charkiw                 |
| 4.–6. März | Portugal       | 4:1      | Slowakei       | Cruz Quebrada - Dafundo |

#### Zweite Runde
| Datum       | Heimmannschaft | Ergebnis | Gastmannschaft | Spielort        |
| ----------- | -------------- | -------- | -------------- | --------------- |
| 4.–6. März  | Israel         | 3:2      | Polen          | Ramat haScharon |
| 8.–10. Juli | Italien        | 5:0      | Slowenien      | Arzachena       |
| 8.–10. Juli | Südafrika      | 3:1      | Niederlande    | Potchefstroom   |
| 8.–10. Juli | Schweiz        | 5:0      | Portugal       | Bern            |

- Israel, Italien, Südafrika und die Schweiz qualifizierten sich für die Relegation zur Weltgruppe

### Ozeanien-/Asienzone

#### Erste Runde
| Datum      | Heimmannschaft      | Ergebnis | Gastmannschaft | Spielort       |
| ---------- | ------------------- | -------- | -------------- | -------------- |
| 4.–6. März | Volksrepublik China | 3:2      | Taiwan         | Shanghai       |
| 4.–6. März | Philippinen         | 1:3      | Japan          | Lapu-Lapu City |
| 4.–6. März | Usbekistan          | 3:2      | Neuseeland     | Namangan       |

#### Zweite Runde
| Datum       | Heimmannschaft      | Ergebnis | Gastmannschaft | Spielort |
| ----------- | ------------------- | -------- | -------------- | -------- |
| 8.–10. Juli | Volksrepublik China | 1:3      | Australien     | Peking   |
| 8.–10. Juli | Japan               | 4:1      | Usbekistan     | Kōbe     |

- Japan und Australien qualifizierten sich für die Relegation zur Weltgruppe

### Relegation
| Datum             | Heimmannschaft | Ergebnis | Gastmannschaft | Ort               |
| ----------------- | -------------- | -------- | -------------- | ----------------- |
| 16.–18. September | Rumänien       | 0:5      | Tschechien     | Bukarest          |
| 16.–18. September | Russland       | 3:2      | Brasilien      | Kasan             |
| 16.–18. September | Israel         | 2:3      | Kanada         | Ramat haScharon   |
| 16.–18. September | Südafrika      | 1:4      | Kroatien       | Potchefstroom     |
| 16.–18. September | Chile          | 1:4      | Italien        | Santiago de Chile |
| 16.–18. September | Japan          | 4:1      | Indien         | Tokio             |
| 16.–18. September | Belgien        | 1:4      | Österreich     | Antwerpen         |
| 16.–18. September | Australien     | 2:3      | Schweiz        | Sydney            |

- aufgestiegen in die Weltgruppe sind Japan (aus Ozeanien/Asien), Italien (aus Europa/Afrika), Kanada (aus Amerika) und die Schweiz (aus Europa/Afrika)
- abgestiegen aus der Weltgruppe sind Rumänien (nach Europa/Afrika), Chile (nach Amerika), Indien (nach Ozeanien/Asien) und Belgien (nach Europa/Afrika)